# Dicnemon novae-guineae
Dicnemon novae-guineae är en bladmossart som beskrevs av Bruce H. Allen 1987. Dicnemon novae-guineae ingår i släktet Dicnemon och familjen Dicnemonaceae. Inga underarter finns listade i Catalogue of Life.